# Ipomopsis
Ipomopsis là một chi thực vật có hoa trong họ Polemoniaceae.

## Loài
Chi Ipomopsis gồm các loài: